# 英國穆斯林協會
英国穆斯林协会（英語：Muslim Council of Britain，简称MCB）是英国最大的穆斯林伞式组织，主要以逊尼派穆斯林为主。拥有超过500个附属成员，包括清真寺、学校、慈善协会和专业网络。该协会成立于1997年。
目前的秘书长是扎拉·穆罕默德，她毕业于斯特拉斯克萊德大學法律与政治专业。MCB 的首位女性领导人，也是迄今为止最年轻的领导人，自 2021 年起担任该组织秘书长。

## 使命与愿景
MCB自称组织的使命是赋予穆斯林社区力量，以实现一个公正、和谐和成功的英国社会。该组织致力于代表英国穆斯林的广泛伊斯兰精神和传统，通过领导社区项目和倡议，推动社会进步。

## 政治和社会活动与项目
选举与政治参与：MCB积极参与英国的选举活动，鼓励穆斯林社区参与政治进程。通过组织清真寺的竞选活动和提供选举法律指南，MCB帮助社区了解和遵守选举法律。
反对伊斯兰恐惧症：MCB致力于打击伊斯兰恐惧症，发布指导方针帮助清真寺应对极右翼威胁，并呼吁社区在周五祈祷时保持警惕。
反战活动：它与停止战争联盟(StWC) 和核裁军运动一起，共同发起了反对2003 年入侵和占领伊拉克的各种示威活动。
社区安全：MCB发布了清真寺安全和保安指南，帮助社区应对潜在的安全威胁，并提供保护性安全计划的常见问题解答。
教育与青年项目：MCB通过各种教育项目和青年活动，促进穆斯林青年的成长和发展。这些项目包括学术支持、职业指导和文化活动。
游说政府：与其他倡导组织合作，与政府代表和议员举行会议和讨论，以积极影响立法。

## 近期成就
2024年英国大选活动：MCB在2024年大选中成功组织了清真寺的竞选活动，并发布了选举日的顶级提示，帮助社区更好地参与选举。
支持联合国近东巴勒斯坦难民救济和工程处（UNRWA），MCB欢迎英国政府恢复对UNRWA的资助，支持巴勒斯坦难民。
曼彻斯特机场事件：MCB对曼彻斯特机场事件表示震惊，并呼吁对使用武力的行为进行调查。

## 作用和批评

### 作用
英国穆斯林协会在促进英国穆斯林社区的团结和成功方面发挥了重要作用。通过其广泛的项目和倡议，MCB不仅为穆斯林社区提供了支持和指导，还为实现一个更加公正和谐的英国社会做出了贡献。

### 批评
过去，MAB 公开将自己称为伊斯兰运动。MAB为 2002 年 9 月 28 日的反战示威活动制作的报纸《激励》中，有一篇关于 MAB 的“历史根源和背景”的文章，明确将其与穆斯林兄弟会的伊斯兰主义传统联系起来。
2002 年底，英国穆斯林协会为安瓦尔·奥拉基组织了英国巡回演讲，包括在伦敦政治经济学院、帝国理工学院、国王学院和东方与非洲研究学院举办的活动。